# Bảo tàng Považské ở Žilina
Bảo tàng Považské ở Žilina (tiếng Slovakia: Považské múzeum v Žiline) là một bảo tàng khu vực tọa lạc ở ngoại ô thành phố Žilina, Slovakia. Trụ sở của bảo tàng là tòa lâu đài Budatín. Hoạt động của bảo tàng tập trung vào việc giới thiệu lịch sử nghệ thuật, văn hóa và giao thông của Slovakia.

## Lịch sử
Ý tưởng mở một viện bảo tàng ở Žilina đã được khởi xướng từ thập niên 1920. Vào năm 1942, Bảo tàng Thành phố được thành lập. Trụ sở của bảo tàng này là tòa thị chính cũ. Việc thành lập bảo tàng nhận được hỗ trợ từ thị trưởng lúc bấy giờ là Vojtech Tvrdý. Sáu năm sau, bảo tàng có trụ sở mới là lâu đài Budatín. Bảo tàng ra mắt các cuộc triển lãm đầu tiên vào năm 1956.
Phòng trưng bày Nghệ thuật Považská hoạt động độc lập với bảo tàng từ năm 1976. Hiện tại, phòng trưng bày này tọa lạc trên Quảng trường Andrej Hlinka ở Žilina. Chi nhánh mới nhất của bảo tàng là Bảo tàng Giao thông vận tải, chi nhánh bảo tàng này bố trí triển lãm bên trong khuôn viên của nhà ga xe lửa cũ ở thị trấn Rajecké Teplice. Bảo tàng Považské ở Žilina còn ghi dấu ấn mạnh mẽ với hoạt động xuất bản.

## Triển lãm

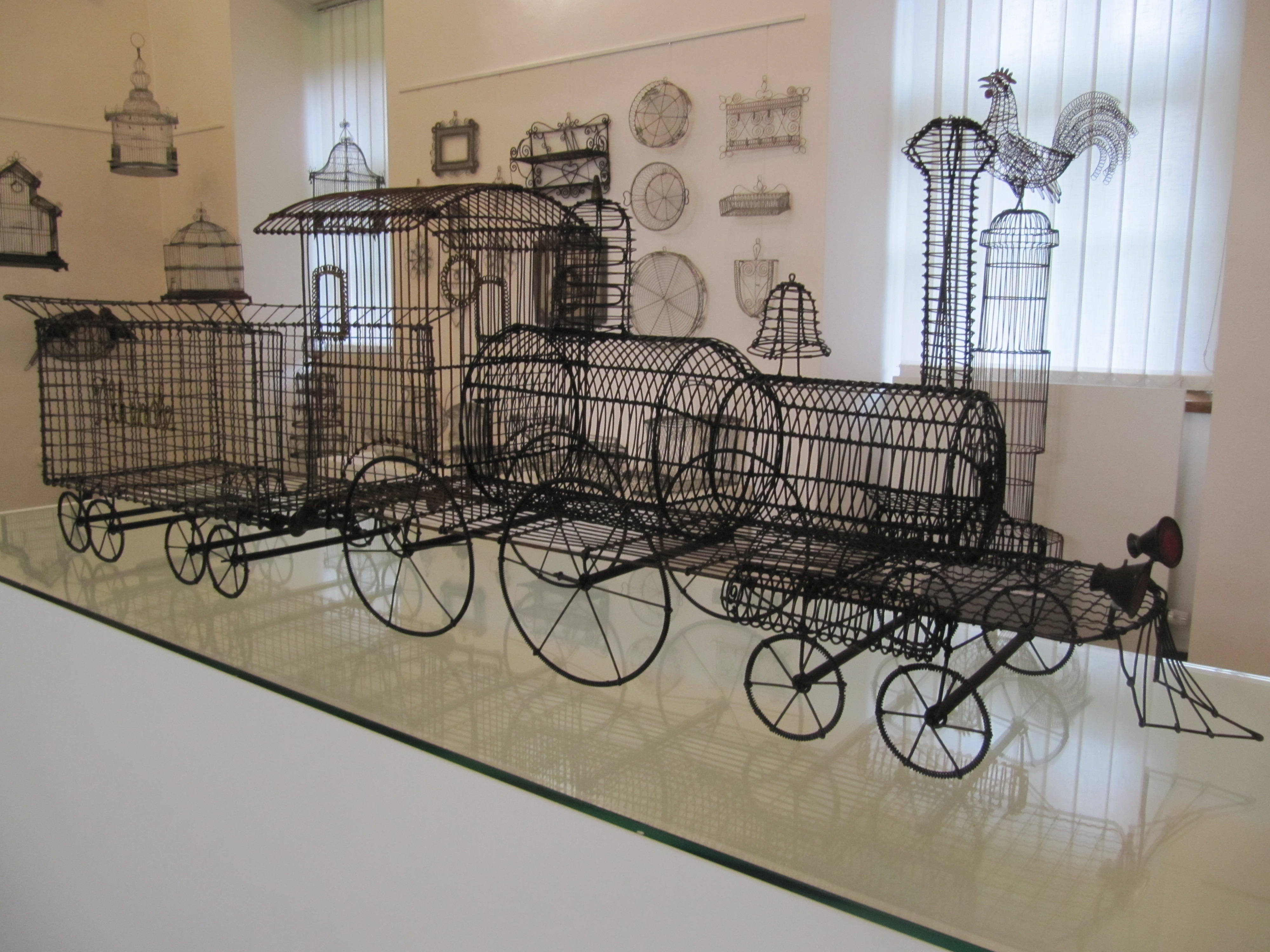
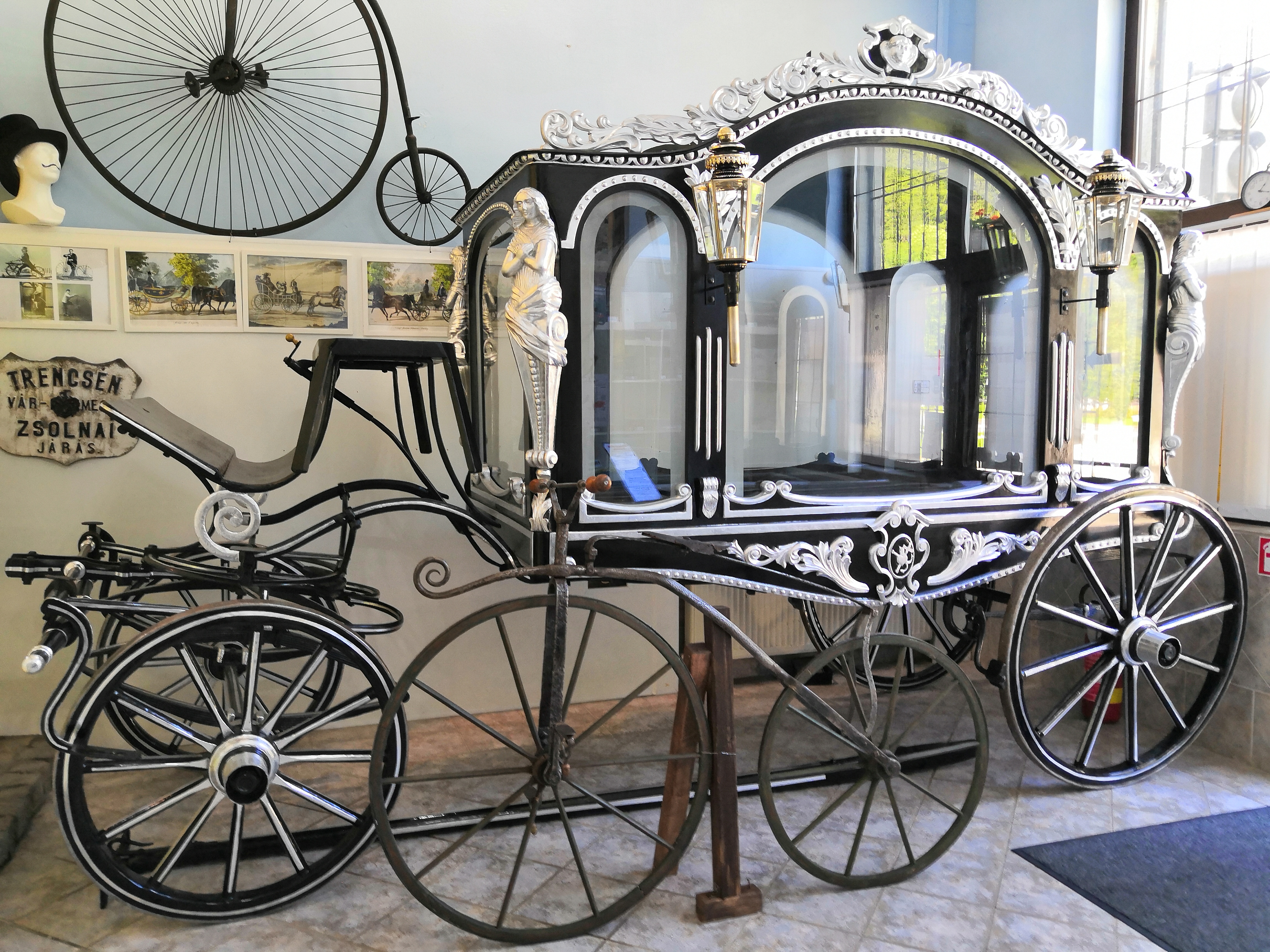